# Andreas Hammerschmidt
Andreas Hammerschmidt (også Hammerschmied og Hammerschmiedt, født 1610 eller 1611 i Brüx i Böhmen, død 29. oktober 1675 i Zittau) var en tysk organist og en af de mest populære kirkemusik-komponister i det tyske sprogområde i midten af 1600-tallet.

## Liv
Faderen, Hans Hammerschmidt, var en sadelmager fra Zwickau i Fristaten Sachsen. Intet er kendt om Andreas' biologiske moder, men faderen giftede sig for anden gang i 1614. Under rekatoliseringen af Böhmen, sandsynligvis mellem marts og august 1626, måtte familien flygte fra Brüx. De slog sig ned i Freiberg, hvor faderen fik borgerrettigheder i 1629.
Hammerschmidts musikalske uddannelse er ukendt. Han fik sin første organistpost i 1633 og året efter blev han Christoph Schreibers efterfølger som organist i Skt. Petri i Freiberg. I 1637 fik Hammerschmidt borgerrettigheter som organist i byen og giftede sig samme år med Ursula Teufel, datter af en købmand fra Praha. Sammen fik de seks børn, men kun to døtre overlevede barndommen.
Efter, at Schreiber døde, blev Hammerschmidt på ny hans efterfølger, denne gang som organist i Skt. Johannis i Zittau, hvor han forblev i resten af sit liv. Zittau var den gang en rig by, og Hammerschmidt blev efterhånden en holden mand, som ejede flere huse i byen. Han satte musik til flere salmetekster, bidrog med stof i skolebøger og offentliggjorde adskillige samlinger med egne kompositioner, ofte utstyrede med forord af Heinrich Schütz og Johann Rist. Han fik også eksklusivt privilegium på klaverundervisning i Zittau og fungerede som forvalter i landsbyen Waltersdorf og af de omgivende skove.
Hammerschmidt havde temperament og lå i konflikter med komponisten Johann Rosenmüller i Leipzig og andre.

## Musik
Hammerschmidt skrev sange, kantater, motetter og instrumentalmusik. Hovedvægten lå på vokal kirkemusik i en typisk barok stile concertato. Mange af kompositionerne er en form af Skabelon:Ikkerød, en tilpasning af den tidlige italienske barokstilen monodi som havde som mål at opfylde en kirkelig, og specielt protestantisk, funktion. Hammerschmidt var en repræsentant for den anden komponistgeneration, som udvalgte stilmidler fra italiensk musik for at tilpasse dem til en tysk baroktradition, og han hører til i samme tradition af evangelisk-lutherske kirkekomponister som Heinrich Schütz og Johann Sebastian Bach.
Melodierne af Hammerschmidt blev regnede som fængende og enkle, og eftertiden holdt ham for at have skrevet populærmusik. Manfred Bukofzer skrev, at Hammerschmidt "udvandede Schütz' nyskabninger for at tilpasse dem massernes smag." Johann Beer ilede i 1719 til Hammerschmidts forsvar: "for når det gælder at ære Gud, har han gjort mere end tusind operakomponister."
Eftertiden ser han som den, der lukkede den kløft, der hos Schütz havde åbnet sig mellem menighedskoralen og den åndelige kunstsang. Hans "Dialogi
spirituali oder Gespräche zwischen Gott und einer gläubigen Seele" ("Samtaler mellem Gud og en troende Sjæl", 1645 og 1658) betegnede et nyt stadium i udviklingen af den evangeliske kirkemusik. Teksten til disse "Samtaler" dannes i reglen af skriftsteder, der er således sammenstillede, at de passer til hinanden som spørgsmål og svar. Ofte sammenpasses ogsaå på lignende måde to koraler, eller kompositionen bliver bygget over virkelige samtaler ud af den hellige skrift.
En af Hammerschmidt’s "åndelige samtaler" skal her beskrives som eksempel på denne ejendommelige kompositionsform: en basstemme, som forestiller Kristus, der taler til menigheden, synger først alene: "Mir hast du Arbeit gemaeht mit deinen Sunden, und bast mir Muhe gemacht mit deinen Misse-thaten." En solokvartet svarer i menighedens navn: "O hilf Christe Gottes Sohn durch dein bitter Leiden" Derimellem fortsætter bassen endnu stadig: "Mir hast du Arbeit gemaeht..." Menigheden holder ikke op med at bede: "O hilf Christe...", før endelig stemmen svarer: "Siehe ich tilge deine Übertretung und gedenke deiner Sunde nicht". Til allersidst falder hele koret ind og synger:
O hilf Christe, Gottes Sohn
Durch dein bitter Leiden,
Dass wir dir stets unterthan
All Untugend meiden;
Deinen Tod und sein Ursach
Fruchtbarlich bedenken.
Dafür, wiewohl arm und schwach.
Dir Dankopfer schenken.

## Værker i udvalg
- Erster Fleiß allerhand neuer Paduanen, Galliarden, Balletten, Mascharaden, Francoischen Arien, Courenten u. Sarabanden, 5 St. auf Violen, Generalbaß. 1636 (2. opplag 1639, 3. opplag 1648, 4. opplag 1650; red. Helmut Mönkemeyer, 1939)
- Ander Tl. neuer Paduanen usw. 5 uns 3 St. auf Violen, Generalbaß, 1639 (2. opplag 1650, 3. opplag 1658)
- Musicalische Andachten, 5 deler, I (Geistliche Konzerte), 1639; II (Geistliche Madrigalien), 1641 (2. opplag 1650; 3. opplag 1659); III (Geistliche Symphonien), 1642 ((Online-Ausgabe, ca. 85 MB (Webside ikke længere tilgængelig)) 2. opplag 1652); IV (Geistliche Motetten und Konzerte), 1646 (2. opplag 1654; 3. opplag 1669); V (Chormusik), 1653
- Weltl. Lieder oder Liebesgesänge. I, 1642 (2. opplag 1651); II, 1643 (2. opplag 1650); III (Geist- und weltliche Oden und Madrigalien), 1649
- Dialogi oder Gespräche zw. Gott u. einer gläubigen Seelen. I, 1645 (4. opplag 1669; bearb v. A. W. Schmidt, in: DTÖ VIII/1, Wien 1901); II (Das Hohelied Salomonis in Opitz' Übertr.), 1645 (2. opplag 1652; 3. opplag 1656; 4. opplag 1658)
- Motettae unius et duarum vocum. 1649
- Lob- u. Danklied. Ps 84 (9st.), 1652
- Musical. (2. Tl.: Geistl.) Gespräche über die Evangelia. I, 1655; II, 1656
- Neue Musikalische Katechismus-Andachten. Lüneburg 1656 (38 åndelige sanger)
- Fest-, Buß- u. Danklieder (5 Sing- u. 5 Instr.stimmen mit Generalbaß. 1658/59
- Kirchen- u. Tafelmusik (Geistliche Konzerte), 1662
- Missae (nur Kyrie und Gloria, als Missae breves, 5-l2st.), 1663
- Fest- u. Zeit-Andachten (6st.), 1671

## Nyudgivelser
- Erster Fleiß. Instrumentalwerke zu 3 u. 5 St. red. Helmut Mönkemeyer, = Das Erbe Dt. Musik 49, Abt. Kammermusik VII, Kassel 1957
- Weltl. Oden oder. Liebesgesänge (1642–1649). red. Hans Joachim Moser, = Das Erbe Dt. Musik 43, Abt. und Sologesang V, Mainz 1962
- Ausgew. Kirchenmusik. red. Diethard Hellmann, = Geistl. Chormusik IV, Das Chorwerk alter Meister VI, Stuttgart 1964
- weitere (Einzel-).Ausgg. red. dems. u. D. Hildebrandt, ebd. 1964 ff.

## Diskografi
- Ensemble Sagittarius, Maîtrise de Radio France, (Michel Laplénie): Andreas Hammerschmidt, Motets extraits des Musicalische Andachten, des Fest-, Buß- und Danklieder et des Fest- und Zeitandachten. MPO assai, Radio France, 2000
- Hesperion XX (Jordi Savall): Andreas Hammerschmidt, Vier Suiten aus der Sammlung «Erster Fleiß». Ars Musici, Freiburg 1986
- Himlische Cantorey. J. Rosenmüller Ensemble, Skabelon:Ikkerød (Skabelon:Ikkerød): VERLEIH UNS FRIEDEN, Geistliche Vokalmusik von Andreas Hammerschmidt, NDR/Skabelon:Ikkerød, Windsbach 2005
- Weser-Renaissance Bremen (Manfred Cordes): Andreas Hammerschmidt, Sacred Works. Kirchen- und Tafelmusik (1662). Motettae unius et duarum vocum (1649). Skabelon:Ikkerød, Georgsmarienhütte, 2003